# Owczarek australijski (typ amerykański)
Owczarek australijski (typ amerykański) – jedna z ras psów, należąca do grupy psów pasterskich i zaganiających, zaklasyfikowana do sekcji psów pasterskich (owczarskich). Nie podlega próbom pracy.

## Rys historyczny
Owczarek ten został wyhodowany w USA. Na temat powstania rasy istnieje wiele teorii. Dokładnie nie wiadomo, jak przebiegało jej kształtowanie. Uważa się, że protoplastami aussie były owczarki przywożone przez osadników z różnych krajów, m.in. z Anglii. Na terenie Stanów Zjednoczonych dochodziło do wielu krzyżówek tych psów. Tak powstawała rasa spełniająca kryteria wszechstronnego psa pasterskiego i stróżującego. W XVIII wieku do zachodnich Stanów wraz z baskijskimi pasterzami z Australii dotarły nowe psy pasterskie. Część z nich wywodziła się od psów ze szczątkowym ogonem, zwanych „smithfield dog”, i od collie o umaszczeniu merle. Psy średniego wzrostu są nazywane „little blue dog”, zrobiły wielkie wrażenie na amerykańskich farmerach. Zaczęto je krzyżować z rodzimymi owczarkami i nadano nazwę „owczarek australijski”.
W dobrych warunkach dożywają około 13 lat.

## Wygląd

### Oczy
Dopuszczalne są różne kolory oczu, takie jak: złote, zielone, piwne, brązowe, bursztynowe lub niebieskie. Owczarki australijskie mogą również mieć jedno oko niebieskie, a drugie brązowe lub niebiesko-brązowe. Zazwyczaj aussie o umaszczeniu czarnym mają oczy brązowe, a o umaszczeniu czekoladowym – bursztynowe.

### Ogon
Owczarek australijski może mieć długi lub krótki (nbt -natural bobtail) ogon.  Niektóre szczenięta rodzą się z ogonem szczątkowym (ang. nbt - natural bobtail) różnej długości - od całkowitego braku po ogon prawie pełnej długości. Ogon szczątkowy spowodowany jest mutacją dominującą. Kopiowanie przeprowadza się często w tych krajach, w których nie ma takiego zakazu, dla ujednolicenia wyglądu rasy. 

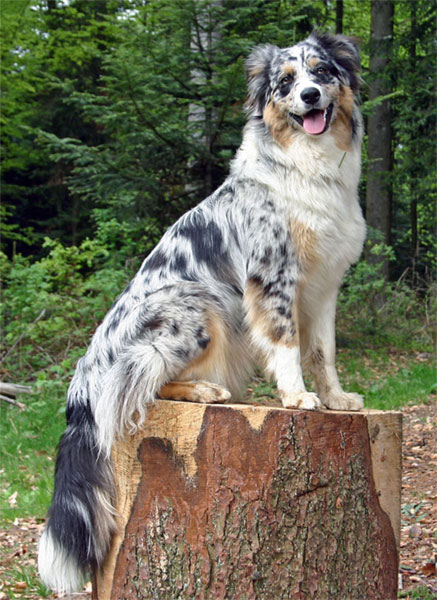
Owczarek blue merle z ogonem

### Szata i umaszczenie
Okrywa włosowa średniej długości, prosta lub lekko falista, nieprzemakalna, dłuższa sierść tworzy grzywę, pióra i portki. Kolory podstawowe to czarny i czekoladowy. Te kolory modyfikowane są przez gen merle, co daje 4 podstawowe umaszczenia. Do tego psy mogą mieć podpalania i białe znaczenia. W sumie daje to 16 możliwych kombinacji:

Czarny (black)
- self black (cały czarny)
- black bicolor (czarny z białymi znaczeniami)
- black tricolor (czarny z podpalaniem i białymi znaczeniami)
- black and tan (czarny z podpalaniem) *Uwaga: w języku angielskim „tan” określane jest także jako „copper points"

Czekoladowy, wątrobiany (red)
- self red (cały czekoladowy)
- red bicolor (czekoladowy z białymi znaczeniami)
- red tricolor (czekoladowy z podpalaniem i białymi znaczeniami)
- red and tan (czekoladowy z podpalaniem)

Blue merle
- self blue merle (niebieski marmurek bez dodatkowych znaczeń)
- blue merle and white (niebieski marmurek z białymi znaczeniami)
- blue merle and tan points (niebieski marmurek z podpalaniem)
- blue merle, tan (copper) and white (niebieski marmurek z podpalaniem i białymi znaczeniami)

Red merle (czekoladowy marmurek)
- self red merle (czekoladowy marmurek bez dodatkowych znaczeń)
- red merle and white (czekoladowy marmurek z białymi znaczeniami)
- red merle and tan points (czekoladowy marmurek z podpalaniem)
- red merle, tan (copper) and white (czekoladowy marmurek z podpalaniem i białymi znaczeniami)

### Zdrowie
- Dysplazja stawów biodrowych
- Dysplazja stawów łokciowych
- Epilepsja
- CEA - choroba oczu collie
- PRA - postępujący zanik siatkówki

### Pielęgnacja
Owczarek australijski ma tendencję do linienia przez co trzeba poświęcić nieco więcej uwagi jego pielęgnacji. Aussie powinien być czesany codziennie. Miękka sierść za uszami ma tendencję do filcowania się pod wpływem wilgoci.

## Temperament
Owczarki australijskie potrzebują wiele aktywności fizycznej oraz psychicznej, inaczej mogą sprawiać kłopoty. Sprawdzają się w dyscyplinach kynologicznych tj: (agility, dog frisbee, flyball). Z reguły nieufne wobec obcych, przywiązują się do jednej rodziny. Nie sprawia problemów w kontaktach z innymi psami, zwierzętami domowymi oraz dziećmi.

## Użytkowość
Owczarki australijskie są wykorzystywane w pasterstwie, sporcie, ratownictwie, spokojniejsze osobniki nadają się do terapii chorych.